# Sonetje nesreče
Sonetje nesreče so cikel šestih sonetov, ki jih je France Prešeren napisal med bivanjem v Celovcu leta 1832. Prvič so bili objavljeni v 4. zvezku  Kranjske Čbelice leta 1834, druga objava pa je sledila v Poezijah leta 1846. To je druga generalna izpoved Prešernovega življenjskega nazora. Njena predhodnica je elegija Slovo od mladosti, saj v obeh delih izpoveduje osebno spoznanje o življenju in svojem mestu v njem, to spoznanje pa privzdigne in posploši v notranje povezan življenjski nazor, tako da bi pesmi lahko uvrstili v filozofsko, natančneje v bivanjsko liriko. Elegija Slovo od mladosti začenja, Sonetje nesreče pa dokončno uveljavijo slovensko pesniško romantiko. Sonetje nesreče imajo posebno vrednost za razumevanje in razlago Prešernove poezije v letih 1832 do 1834. Narava ljubezenskega pa tudi domovinskega, poetološkega in satiričnega pesništva iz tega obdobja je mnogo bolj razložljiva upoštevajoč tragične bivanjske položaje, polne nesreče, razočaranja in resignacije, kakršni so se razkrili iz Sonetov nesreče.
Najprej jih je bilo sedem, nato pa je uvodni sonet Pov'do let starih čudne izročila v rokopisu črtal, saj naj bi bil motivno preveč zapleten.
Soneti so razporejeni smotrno, iz njihovega zaporedja se kaže zaporedje spoznanj, ki ni naključno in ga ni mogoče obrniti. 

## Okoliščine nastanka
Med bivanjem v Celovcu spomladi leta 1832 se je pesnika lotilo tragično razpoloženje. Začel je razmišljati, da bi napisal romantično ljubezensko tragedijo.  Tragično občutje se je stopnjevalo zaradi nejasnega in moralno zapletenega razmerja z Marijo Johano Khlun, poleg tega pa so ga spremljale težave z izpiti, občutek izkoreninjenosti iz domačega kraja ter nedomačnosti v meščanskem svetu, zlasti pa slutnja neuspeha in nesreče na poklicni poti. Prešeren je bil namreč še dobra tri leta po doktoratu (1828) brezplačni praktikant. V tem času je dvakrat (avgusta 1829 in maja 1830) neuspešno prosil za razpisano plačano praktikantsko mesto pri davčnem uradu v Celovcu, zatem je leta 1832 sledil odvetniški in sodniški izpit, na katerem je prišel v spor z izpraševalcem, čemur je posledično sledila zadostna ocena, ki za njegovo napredovanje do samostojnega odvetnika ni bila brez pomena. Oktobra 1832 je namreč prvič prosil za razpisano odvetniško mesto, vendar brez uspeha.

## Interpretacija
O Vrba! Srečna, draga vas domača je sonet domotožja. Domotožje tokrat seže dlje nazaj, kot je seglo v elegiji Slovo od mladosti, in sicer daleč nazaj v svet naivne in varne zavesti. To je svet domače vasi, kjer obstaja življenje, ki je še lahko srečno v preprostem delu, v trdni zakonski ljubezni in v varni veri staršev. Privid idile je samo ena stran uvodnega soneta, saj je zraven nje in nad njo namreč zavest, da je ta idila zanj izgubljena in ostaja samo še v spominu. Do tega stanja so pripeljali porazi vseh prvotnih ver in utvar o sreči, prisotna je celo izguba vere v samega sebe. Poglavitni razlog, s katerim Prešeren motivira prehod ali padec iz prvotne duhovne varnosti v izgubljenost, oziroma iz sreče v nesrečo, je vedenje, spoznanje, pravi, da bi bil v nevednosti srečen. Začetek njegovega prekletstva je namreč »uka žeja«, ki je »goljfiva kača«, ki ga je izgnala iz raja, oziroma domače vasi. V ciklusu ima ta sonet funkcijo uvoda, ki kaže na začetno duhovno stanje. V rokopisu za prvo objavo je bila pod sonetom zapisana opomba k zadnjemu verzu: »Ribčova hiša, v kateri je pevec rojen, je nar perva za cerknjo svetiga Marka.« Nato jo je Prešeren prečrtal in nadomestil s krajšo »Verbenski patron«. 
Popotnik pride v Afrike pušavo je sonet razočaranja. Prejšnjega dopolnjuje v tem, da natančneje osvetli prvo usodno postajo na poti spoznanja, in sicer padec iz naivne vere v nevero. Ta izkušnja je prikazana na obeh ravninah soneta – v alegoričnih kvartinah in neposrednih, razlagajočih tercinah. Kvartini vsebujeta parabolično zgodbo o popotniku, ki zaide v puščavo, na brezpotju ga ujame noč in v upanju čaka na luno, da mu osvetli pot. Toda ko ta vzide, se pred njim pokaže grozljiva nočna pokrajina, polna zveri. Terceti razložita zgodbo in jo preslikata na pesnikovo življenje. Ko namreč pade zagrinjalo človekovih lepih pričakovanj, se razkrije svet resnice, ki je svet strahu, groze in gnusa ter eno samo brezizhodno brezno. Popotnik je torej prispodoba za človeka, ki potuje skozi življenje, izguba poti pa je prispodoba za izgubo smisla v življenju. Kače in levi predstavljajo nesrečo in nadloge.
Hrast, ki ga vihar na tla zimski trešne je sonet poraženosti. Kvartini zavzema prispodoba o hrastu, ki ga je podrl zimski vihar in mu nobena pomlad več ne more vzbuditi resnične moči, pa tudi če požene nekaj zelenih vej. Tercini iz te alegorične zgodbe izluščita misel, da kogar usoda (»sovražna sreča«) pobije ob tla, mu ni več pomoči, upiranje je zaman in njegova pot je hiranje. Gre za zavest človekovih nemoči, ki se neogibno iztekajo v smrt. Stanje poraženosti tukaj privede do skrajnosti, saj v središče zavesti prodre občutek popolne ujetosti v nesrečno usodo. Ta položaj je posledica in zaostritev prejšnjega soneta, v katerem odkrije »brezno brez vse rešne poti.« 
Komur je sreče dar bila klofuta je sonet vdanosti. Iz prejšnjega soneta nadaljuje temo fatalizma, in sicer tako, da jo stopnjuje in utemelji s trdo preizkušnjo, saj spozna, da ljudem kot je on, življenje ne bo nikoli naklonjeno. Ob notranji dotolčenosti se okrepi motiv smrti, ki se je pojavil v sklepu prejšnjega soneta, in dobi glavno mesto v naslednjem. Komur je usoda prisodila nesrečo, naj se še toliko trudi, a nikdar ne doseže sreče in miru. Lirski subjekt opisuje tegobe in nesreče tistih, ki imajo takšno nesrečo v življenju, kakor on sam. Mir jim v življenju lahko prinese le smrt. Smrt torej izgublja svojo konotacijo strahu in groze ter vse bolj postaja kraj počitka, miru in odrešitve. 
Življenje ječa, čas v nji rabelj hudi je sonet smrti. Tema smrti, ki se pojavlja že na koncu tretjega soneta in nato še izraziteje v sklepu četrtega soneta, postane tukaj glavna tema, ki je navzoža skozi vse štiri kitice. Izraža namreč željo po smrti, celo hrepenenje po njej, predstavlja mu odrešitev iz trpljenja. Smrt je tukaj konec in nič več, odsotna je vsakršna onostranska razsežnost kot prostor odrešitve od trpljenja. Zanjo uporabi izraz »trohljivost«. V tercetnem delu začne naštevati razloge, zakaj si želi smrti ter kaj mu resnično dela življenje neznosno. Je namreč polno skrbi, trpljenja, obupa in kesanja. Poziva »prijazno smrt« naj čim prej pride in ga odreši. Ko bo namreč mrtev, ga krivice ne bodo več dosegle. 
Čez tebe več ne bo, sovražna sreča je sonet ravnodušnosti in resignacije. Kot sklepni sonet nosi posebno vsebinsko težo, saj zaključi vsa prejšnja občutja in ravnodušno sprejme svojo usodo oziroma se z njo sprijazni.  Razlaga Sonetov nesreče in vseh njihovih zapletenih mest je odvisna od tega soneta. Resignacija nasproti svoji zli usodi, nasproti lastni »sovražni sreči«, ki se je pojavljala že prej, se v tem sonetu razvije do kraja in prežema celotno besedilo. V tem sonetu se odprejo položaji popolne notranje onemoglosti: omrtvičenost srca in duha, izginotje upa in strahu. Notranji viharji so mu preobrazili telo, srce in duha. Iz duše je pregnal ljubezen in posledično je kakor tnalo ravnodušen za udarce usode. Zanimivo je, da na tej točki odpade motiv smrti, ki je bil prej v središču. Notranja otrplost in neobčutljivost kaže na pesnikovo odpornost na življenjske udarce. To stanje sicer nima več nobene zveze z upanjem ali smislom, pojavi se neke vrste utrjenost in moč, saj je lirski subjekt postal odporen na življenjske preizkušnje in nič več ga ne more prizadeti.  

### Pov'do let starih čudne izročila
Podobno kot ob nekaterih satiričnih sonetih, je Prešeren tudi tokrat uporabil antično zgodbo, da bi z njo ponazoril svojo misel. Tako je v kvartetni del postavil staro zgodbo o dekletu, ki se kot vampir vrača iz groba ljubit svojega izvoljenca, njena ljubezen pa ne prinaša zadovoljstva, temveč muko. V tercinah pa sledi pojasnilo parabolične vampirske zgodbe. Gre za Prešernovo spoznanje in tožbo hkrati, da je njegova najgloblja pesniška inspiracija mračna in da je poezija, ki jo daje, daleč od svetle in harmonične lepote, saj prihaja iz trpeče notranjosti.

## Metaforika v sonetih
V drugem sonetu zasledimo svetopisemsko puščavsko metaforiko oziroma paraboliko. Prispodobo o človeku, ki zaide v divjo puščavo in se znajde v brezizhodni situaciji in obdan z zvermi, pa bi lahko povezali z Dantejevo Božansko komedijo. V četrtem sonetu se  metafore navezujejo na grško mitologijo, svoji nesreči namreč ne more uiti, tudi če bi imel moč Gigantov in vse darove Pluta (denar). Metaforika zadnjega soneta opozarja na premik v Prešernovem slogu: opazno je preslojevanje k »nižjemu«, vsakdanjemu besedju iz kmečkega življenja (na primer butara, pleča, podplat je koža čez in čez postala, tnalo), kar se je dogajalo že v prvem, tretjem in petem sonetu. To kaže, da se je Prešernovo izražanje odmikalo od antične, krščanske in renesančne tradicije k slogu, ki je bil bliže pesnikovemu prvotnemu jezikovnemu poreklu.